# 大川純
大川 純（おおかわ じゅん、1978年4月12日 - ）は、日本のAV女優。
血液型：O型、身長：175cm 、スリーサイズ：B93(F－70)・W63・H90・S24.5
趣味:映画鑑賞、お散歩。特技:ポールダンス、スキー。

## 略歴
東京都出身。長身でお姉系の人気急上昇中の企画系の女優。痴女・レズ・人妻ものを中心に活躍中。2008年現在の事務所ポップスターグループに移籍し、現在は大川純で活動中。

## 作品

### アダルトビデオ
大川純 名義
- しのぎ3 [実録性犯罪ドキュメント映像] 闇金屋に監禁強姦されたOLの実態（2007年12月14日、発売：株式会社現代写楽 販売：有限会社サンクチュアリ）　単体作品
- しりとり中出し浣腸侍 負けたら浣腸中出しぶっかけ集団レイプ!（2007年5月1日、Ｖ(ヴィ））共演: 児玉しの、愛乃彩音、天宮紗那、かのうゆめ、植村明日香、小泉いずみ、 大塚悠里
- 人妻蹂躙 肉どれい　沢希ひかる（2008年5月1日、シネマジック）共演:沢希ひかる
- 大女・両虐嗜好の血脈（2008年6月1日、シネマジック）単体作品
- むっちりホットパンツの顔面太腿絞めサロン（2007年8月13日、アロマ企画）共演：山崎まりあ 押切なな 谷本結香
- 狂おしき凌辱新妻の淫交（2008年11月14日、チャンネル・ヴィ｜美熟女＆人妻倶楽部）　単体作品
- 勃起肉棒おねだり淫乱熟女（2008年11月17日、大久保ヤンキース｜深海）出演： 白石ナナ 萩原亜紀 桂菜々子 三井由美
- 旦那の留守中に中出しレイプ！ 目白在住 巨乳妻編 大川純（2008年11月21日、なでしこ）　単体作品
- GIRLS FIGHT 54 ド迫力四つ相撲（2009年 2月28日、CLUB-Q）
- エネマ痴帯EX 8（2009年3月1日、シネマジック| NOIR ）
- サディスティック ブーツ ガールズ vol.1（2009年 3月27日、RISING）出演：光矢れん 女王様
- ヒロイン浣腸バトル前編（2009年4月16日、ZEUS）
- ヒロイン浣腸バトル後編（2009年4月16日、ZEUS）
- 熟女ヒロイン凌辱　ハイパーコスプレイダーJUN/大川純（2009年4月16日、GIGA）単体作品

他